# Federico Zeri
Federico Zeri, né le 12 août 1921 à Rome (Italie) et mort le 5 octobre 1998 à Mentana (Italie), est un expert italien et un historien de l'art, spécialiste de la peinture italienne du XIIIe au XVe siècle.

## Biographie

### Origines
D'un père médecin, après des études de botanique et de chimie, Federico Zeri s'oriente différemment, en 1943, pour se consacrer à l'étude de l'art sous la direction de l'historien de l'art et professeur Pietro Toesca.
En 1944, il est arrêté par la police fasciste car on le soupçonne d'entretenir des relations avec la Résistance italienne, et il est sauvé par un officier, ancien patient de son père qui le fait discrètement évader.
Après la guerre, servant de guide pour les armées de libération, il fait découvrir les antiquités de Rome aux officiers alliés. Sa carrière se déroule ensuite en marge des milieux universitaires.

### Carrière
En 1946, il est nommé inspecteur des Biens culturels auprès de l’administration des Beaux-Arts. Deux ans plus tard, il devient conservateur de la galerie Spada, à Rome, dont il dirige la restauration.
En 1952, il devient le conseiller du comte Vittorio Cini dans l’organisation des collections du château de Monselice, près de Venise.
En 1963, le milliardaire américain Jean Paul Getty fait appel à lui pour créer le musée Jean Paul Getty à Malibu. Federico Zeri dirige le musée et après avoir quitté ses fonctions il fait partie du conseil d'administration jusqu'en 1983. Il abandonne alors ce poste pour s'être opposé à l'acquisition d'un kouros, acheté très cher par le musée et dont son expertise avait conclu à la falsification (le musée n'a émis un doute qu'en 1995).
Spécialiste reconnu de la peinture italienne du XIIIe au XVe siècle, il est chargé dans les années 1960 par le Metropolitan Museum of Art de New York et le Walters Art Museum de Baltimore de composer les catalogues des collections italiennes.
Critique d'art du quotidien La Stampa, il démontre en 1984 que des sculptures de Modigliani trouvées à Livourne, et authentifiées par plusieurs experts du peintre, sont en réalité des faux grossiers, fabriqués par des étudiants.
En 1992, au terme d'un vote international, il est élu « prix Nobel de l'art ».
Il est élu en 1995 à l'Académie des beaux-arts de l'Institut de France à Paris, comme membre associé étranger, au fauteuil occupé par Richard Nixon.
Tout comme Mario Praz une génération avant lui, Federico Zeri a rassemblé une collection personnelle de tableaux et de sculptures dans sa « maison-musée » de Mentana.
Plusieurs de ses ouvrages font figure de référence, en particulier Le Mythe visuel de l'Italie. Federico Zeri est considéré comme le successeur et l'égal de Bernard Berenson.
Il a légué à l'université de Bologne, qui a créé en 1999 la fondation qui porte son nom, sa villa avec le jardin de 10 hectares, sa collection d'épigraphes romaines, ses livres d'art et sa photothèque.

## Publications

### Ouvrages traduits en français
- Renaissance et pseudo-Renaissance, trad. de Christian Paolini, préface de Patrick Mauriès, Rivages, 1986 Prix Monseigneur-Marcel de l’Académie française.
- Le Mythe visuel de l'Italie, trad. de Christian Paolini, Rivages, 1986
- Derrière l’image : conversations sur l'art de lire l'art, trad. de Jean Rony, Rivages, 1988
- Conversations avec Federico Zeri, entretiens avec Marco Bona Castellotti, trad. de Brigitte Pérol, Rivages, 1989
- La Peinture au fil des jours : Italie du nord, XIVe siècle, XVe début XVIe siècle, trad. de Anne Machet, avec la collaboration de Anne-Marie Bony, Villeurbanne, Art-Édition, 1990
- Dans le jardin de l’art : essai sur l'art de l'Antiquité à nos jours, trad. de Soula Aghion, Rivages, 1991
- J’avoue m'être trompé : fragments d’une autobiographie, avec le concours de Patrick Mauriès, Le Promeneur, 1995
- Qu’est-ce qu’un faux ?, 2011, traduction en français chez Payot, 2013

#### Préface
- Sally Price, Arts primitifs ; regards civilisés, 1989 ; traduction française publiée par l'École nationale supérieure des beaux-arts, 1995

### Études sur divers peintres
- Giuseppe Arcimboldo
- Jérôme Bosch
- Nicolas Poussin
- Johann Heinrich Füssli
- Arnold Böcklin
- Edgar Degas
- Odilon Redon
- Amedeo Modigliani
- René Magritte

#### Autres historiens de l'art ayant écrit sur l'Italie
- Daniel Arasse
- Bernard Berenson
- Marcel Brion
- Enzo Carli
- André Chastel
- Roberto Longhi
- John Pope-Hennessy